# Talicada nyseus

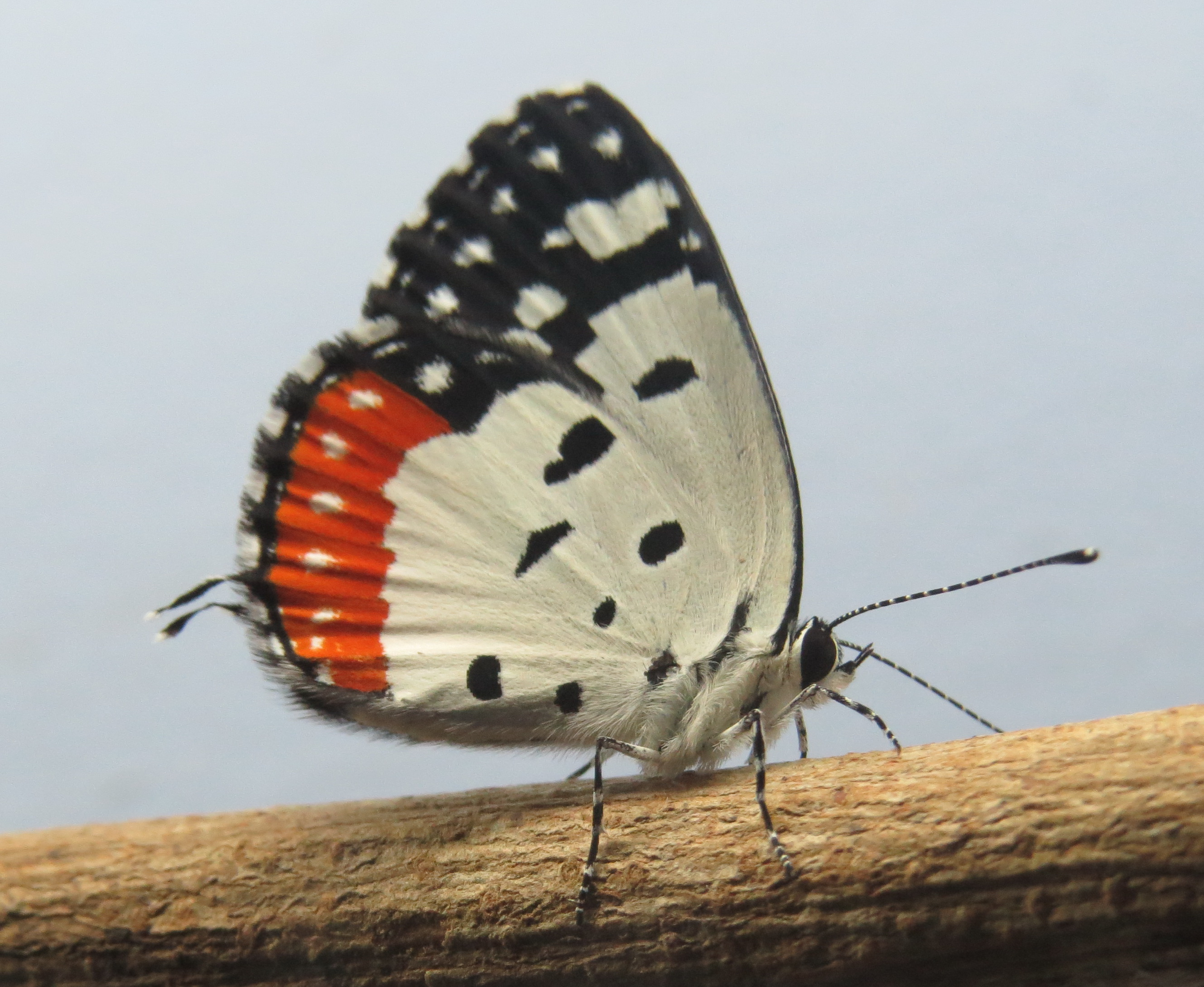
Flügelunterseite

Talicada nyseus ist ein Schmetterling (Tagfalter) aus der Familie der Bläulinge (Lycaenidae).

## Merkmale

### Falter
Die Flügelspannweite der Falter beträgt 30 bis 35 Millimeter, wobei Weibchen und Männchen ähnlich gezeichnet sind. Die Grundfarbe der Flügeloberseiten bei beiden Geschlechtern ist schwarz. Auffällig ist die großflächige gelbrote bis orangegelbe Region, die sich vom Analwinkel auf der Hinterflügeloberseite bis zur Flügelmitte ausdehnt und die die Art unverwechselbar macht. Die Fransen sind abwechselnd schwarz und weiß gescheckt. Die Vorderflügelunterseite ist in der Submarginal- und Postdiskalregion schwarz gefärbt und mit weißen Flecken versehen, in der Diskal- und Basalregion weiß mit schwarzen Flecken. Die Hinterflügelunterseite ist in der Submarginal- und Postdiskalregion orangerot und mit weißen Flecken versehen sowie in der Diskal- und Basalregion weiß mit schwarzen Flecken. Die Hinterflügel zeigen sehr dünne schwarze Schwänzchen.

### Ei
Die Eier haben eine weißliche Farbe, eine halbkugelige Form, eine leicht eingedellte Mikropyle und sind mit vielen kleinen Wölbungen überzogen. Sie werden auf der Unterseite von Kalanchoe -Blättern abgelegt.

### Raupe
Die Raupen verbringen ihre gesamte Entwicklungszeit minierend zwischen den epidermalen Schichten eines Blattes. Sie tunneln dabei durch das fleischige Blatt, sodass sie das gesamte Blatt vertilgen. Der Eingang zum Tunnel wird mit Kotballen verschlossen. Ausgewachsene Raupen sind weißlich bis gelblich gefärbt und mit einigen schwarzen Punkten und dünnen weißen Härchen versehen. Wenn sie ausgewachsen ist, tritt die Raupe aus ihrem Wirtsblatt hervor, webt eine Seidenauflage und ein enges Körperband und verpuppt sich auf der Unter- oder Oberseite eines Blattes.

### Puppe
Die Puppe ähnelt farblich und zeichnungsmäßig  einer ausgewachsenen Raupe.

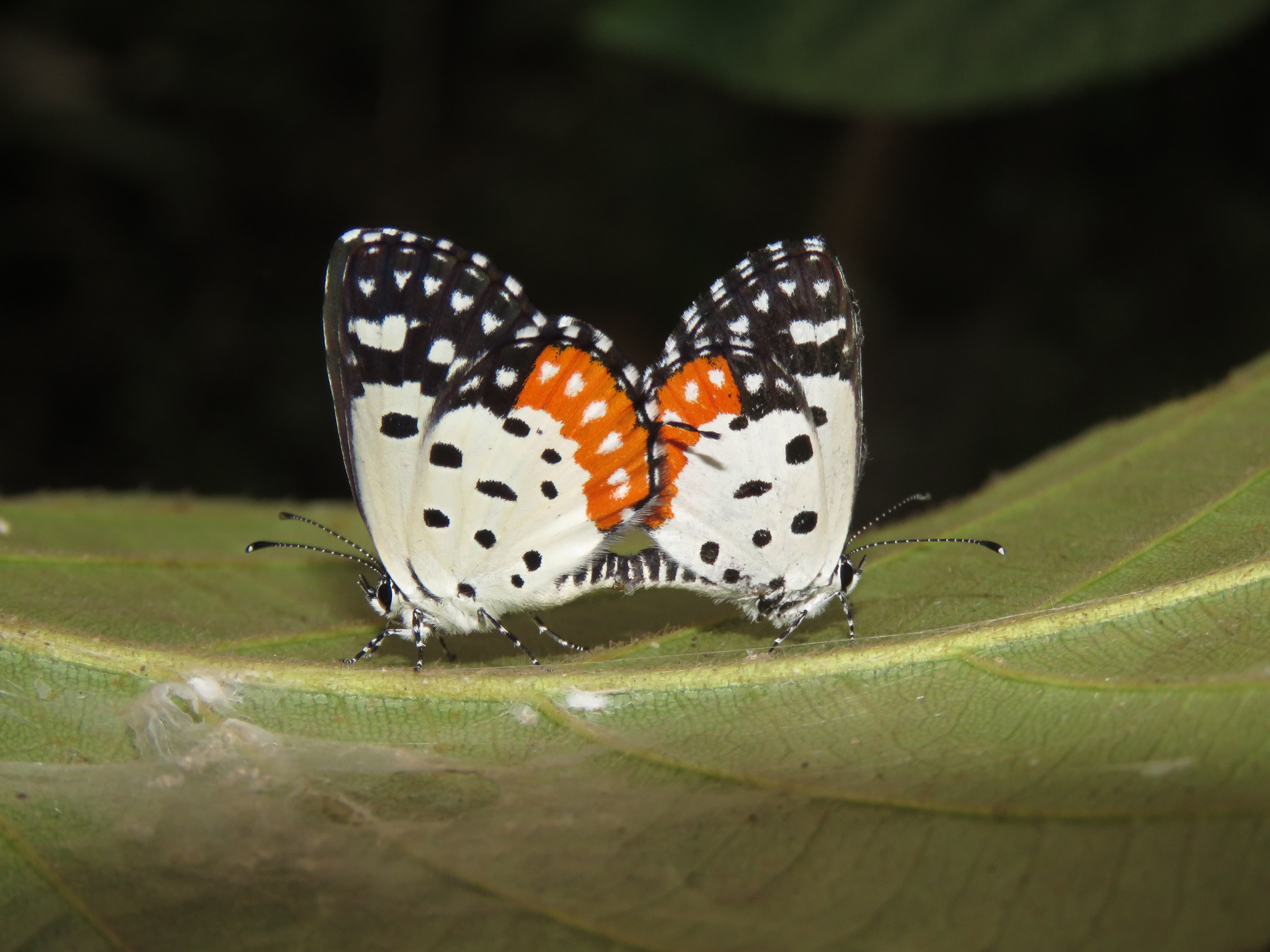
Paarung
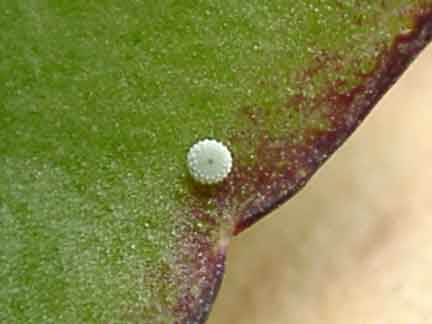
Ei
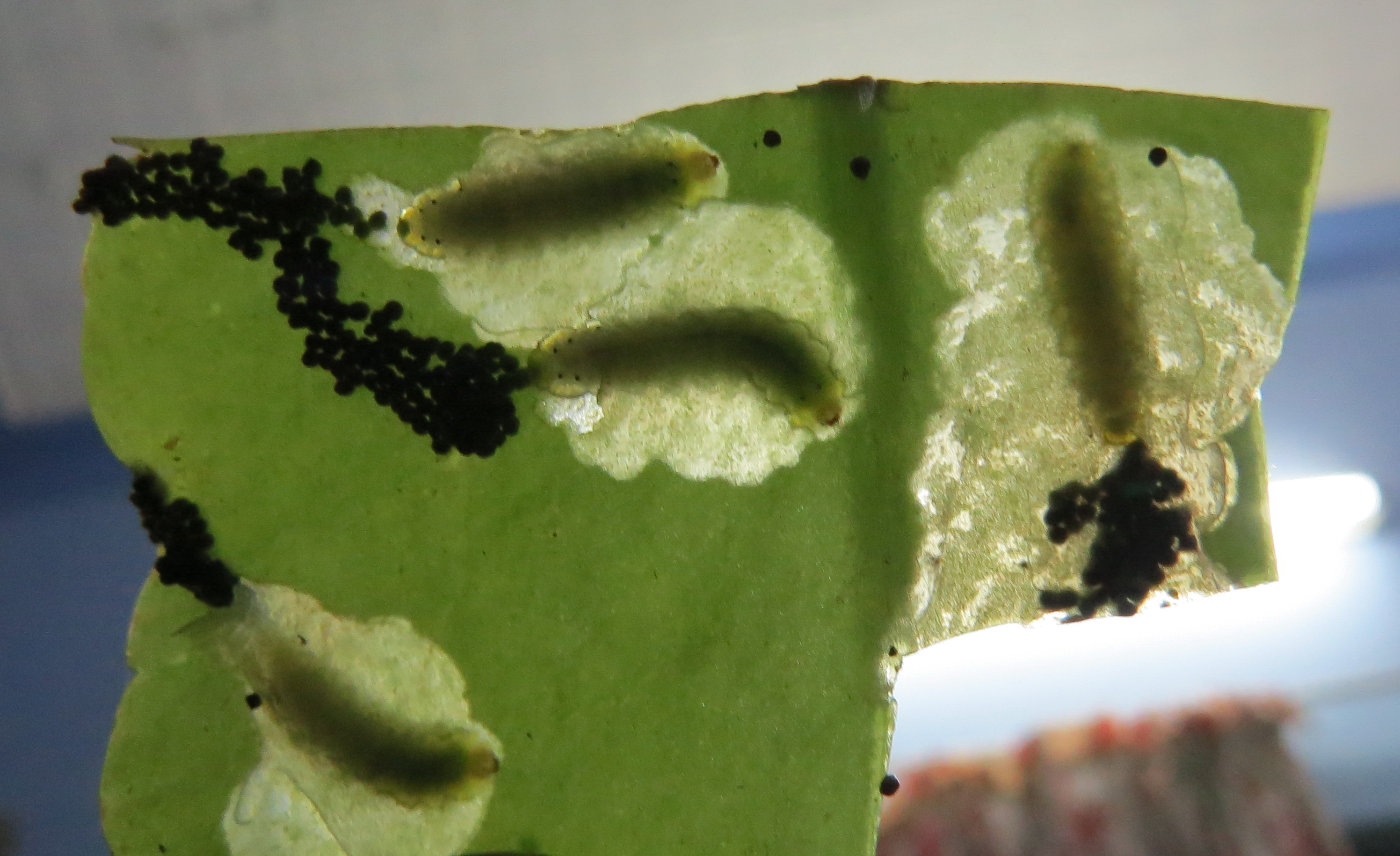
Minierende Raupen
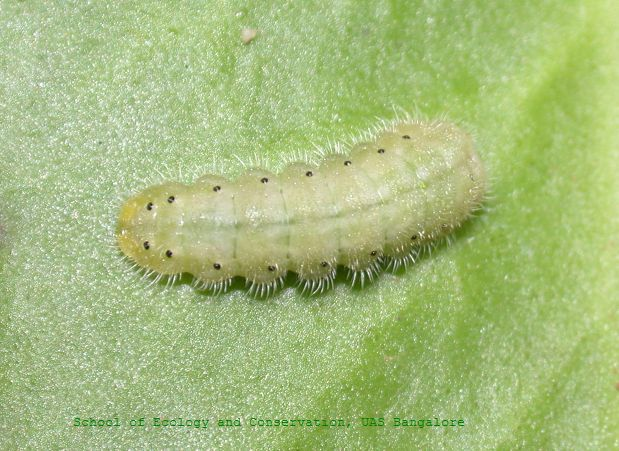
Ausgewachsene Raupe
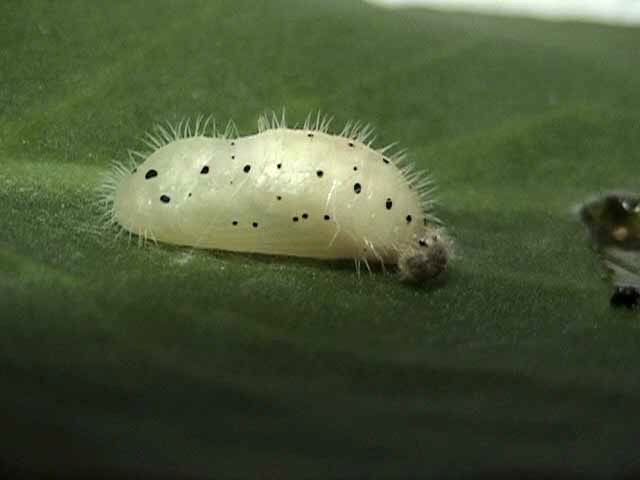
Puppe

## Vorkommen, Unterarten und Lebensraum

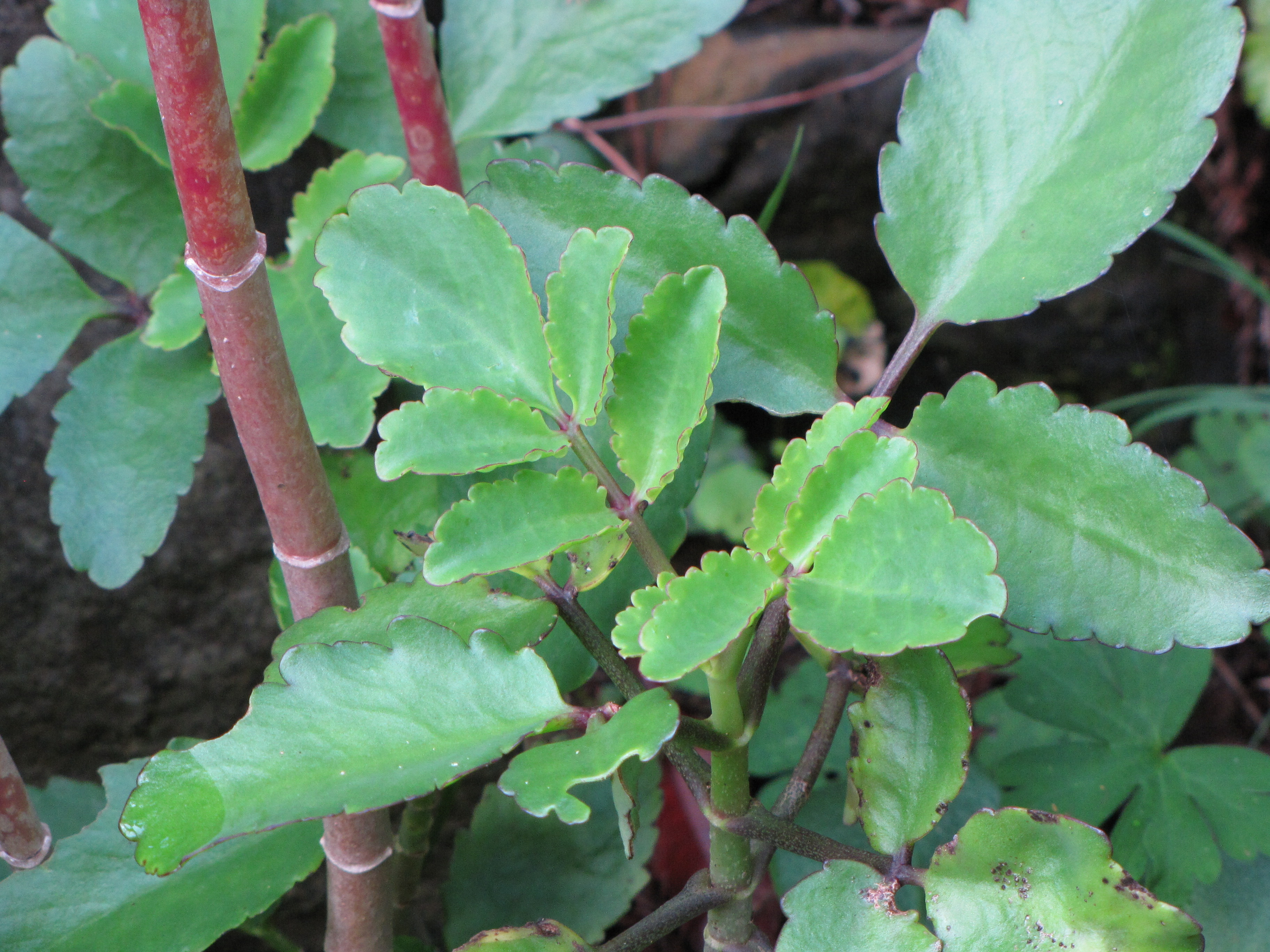
Kalanchoe pinnata, eine Nahrungspflanze der Raupen

Das Verbreitungsgebiet der Art erstreckt sich von Indien und Sri Lanka bis nach Burma, Thailand und den Süden Vietnams. In den einzelnen Vorkommensgebieten werden sieben Unterarten geführt. Talicada nyseus besiedelt bevorzugt tropische Waldränder bis in Höhenlagen von 2000 Metern.

## Lebensweise
Die Falter sind das gesamte Jahr hindurch anzutreffen. Sie besuchen gerne Blüten, beispielsweise Akanthusgewächse (Acanthaceae) und Fuchsschwanzgewächse (Amaranthaceae), um Nektar aufzunehmen. Die Falter wurden dabei beobachtet, wie sie an Flechten saugten und dabei Phenole aufnahmen. Es wird vermutet, dass die Substanzen der Phenole eine abschreckende Wirkung auf Fressfeinde haben. Studien zur Klärung dieses Verhaltens sind im Gange. Die Raupen ernähren sich von Kalanchoe-Arten, beispielsweise von Kalanchoe laciniata und Kalanchoe pinnata.